# Schweizerisches Zentralblatt für Staats- und Verwaltungsrecht
Das Schweizerische Zentralblatt für Staats- und Verwaltungsrecht (ZBl), von 1900 bis 1988 unter dem Titel Schweizerisches Zentralblatt für Staats- und Gemeindeverwaltung, ist eine in deutscher Sprache erscheinende Schweizerische Fachzeitschrift für Staats- und Verwaltungsrecht.
Das ZBl erscheint monatlich im Verlag Schulthess.